# Chinnebas
Chinnebas – gaun wikas samiti w zachodniej części Nepalu w strefie Gandaki w dystrykcie Syangja. Według nepalskiego spisu powszechnego z 2001 roku liczył on 1041 gospodarstw domowych i 5601 mieszkańców (3005 kobiet i 2596 mężczyzn).